# Подсед (тяжёлая атлетика)

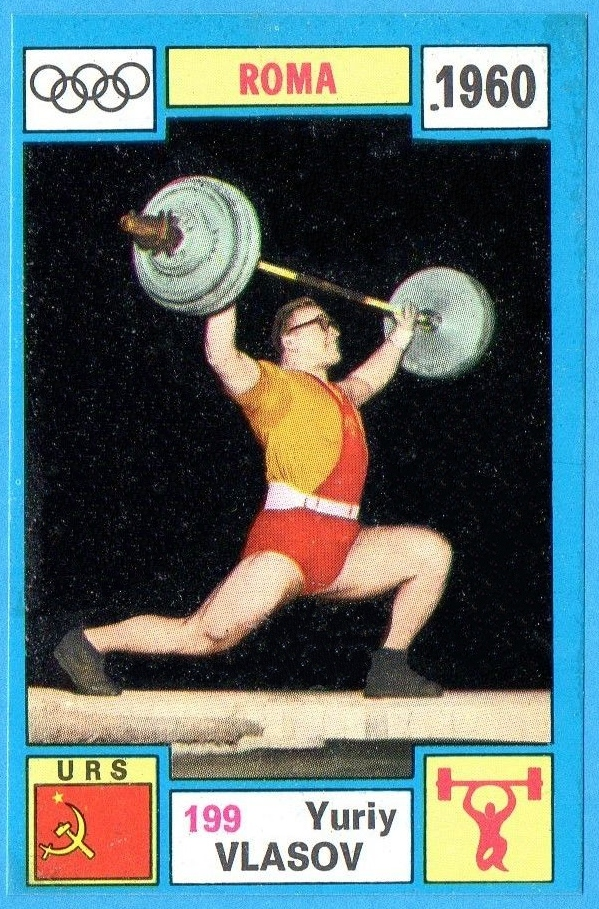
Почтовая марка с изображением Юрия Власова в подседе при выполнении толчка

Подсе́д в тяжёлой атлетике — стартовая фаза некоторых классических упражнений. Выполняется после подрыва спортивного снаряда путём смещения корпуса спортсмена вниз и подачи его под штангу.
Подсед сокращает траекторию движения штанги примерно на 25—30%. Выполнение подседа состоит из двух основных частей, которые включают взаимодействие спортсмена со спортивным снарядом в безопорной и опорной фазах. Первая часть заканчивается после подъёма штанги на максимальную высоту, как правило, по времени она отнимает около 0,16—0,20 с. Вторая часть подседа продолжается, пока спортсмен и штанга смещаются вниз до момента фиксации в устойчивом положении.
Подъём после подседа совершается с прогнутой спиной в основном за счёт квадрицепсов ног, в ходе его осуществления значительная часть спортсменов активно используют амортизационные качества грифа.

## Технические разновидности
Выделяются 2 основных разновидности подседа, которые в основном отличаются техникой работы нижних конечностей:
- Подсед «разножка» — обе ноги сгибаются, расставляются в стороны, а бёдра и носки поворачиваются в стороны[4]
- Подсед «ножницы» — одна из ног выносится вперёд и сгибается в колене, опираясь на полную стопу, а вторая ставится на носок[5]

Считается, что выбор «разножки» заставляет атлета опускать туловище ниже, чем выполнение «ножниц». Это выдвигает более высокие требования к уровню силовой подготовки мускулатуры нижней части тела, которая будет использована на следующих фазах упражнения.
Помимо этого, подсед может быть выполнен с различной степенью сгибания ног в коленях. Вариант при их неполном сгибании получил название «полуподседа», он обычно применяется в тренировочных целях для повышения нагрузки на мышцы рук, ног и туловища во второй фазе упражнения. Вариант с полным сгибанием ног в коленях называется «полным подседом» и используется при упражнениях с большими весами во время совершенствования классической техники.

## Исторические ремарки
С исторической точки зрения первым, кто исполнил подсед в стиле «ножницы» стал русский атлет Сергей Елисеев. Несмотря на продолжающееся совершенствование «ножниц» несколько позже возник другой вид подседа, который на заре своего существования был известен под названием «низкий сед», а затем стал называться «разножкой».